# George Alexander Macfarren
George Alexander Macfarren (Londra, 2 marzo 1813 – Londra, 31 ottobre 1887) è stato un compositore e insegnante inglese.

## Biografia

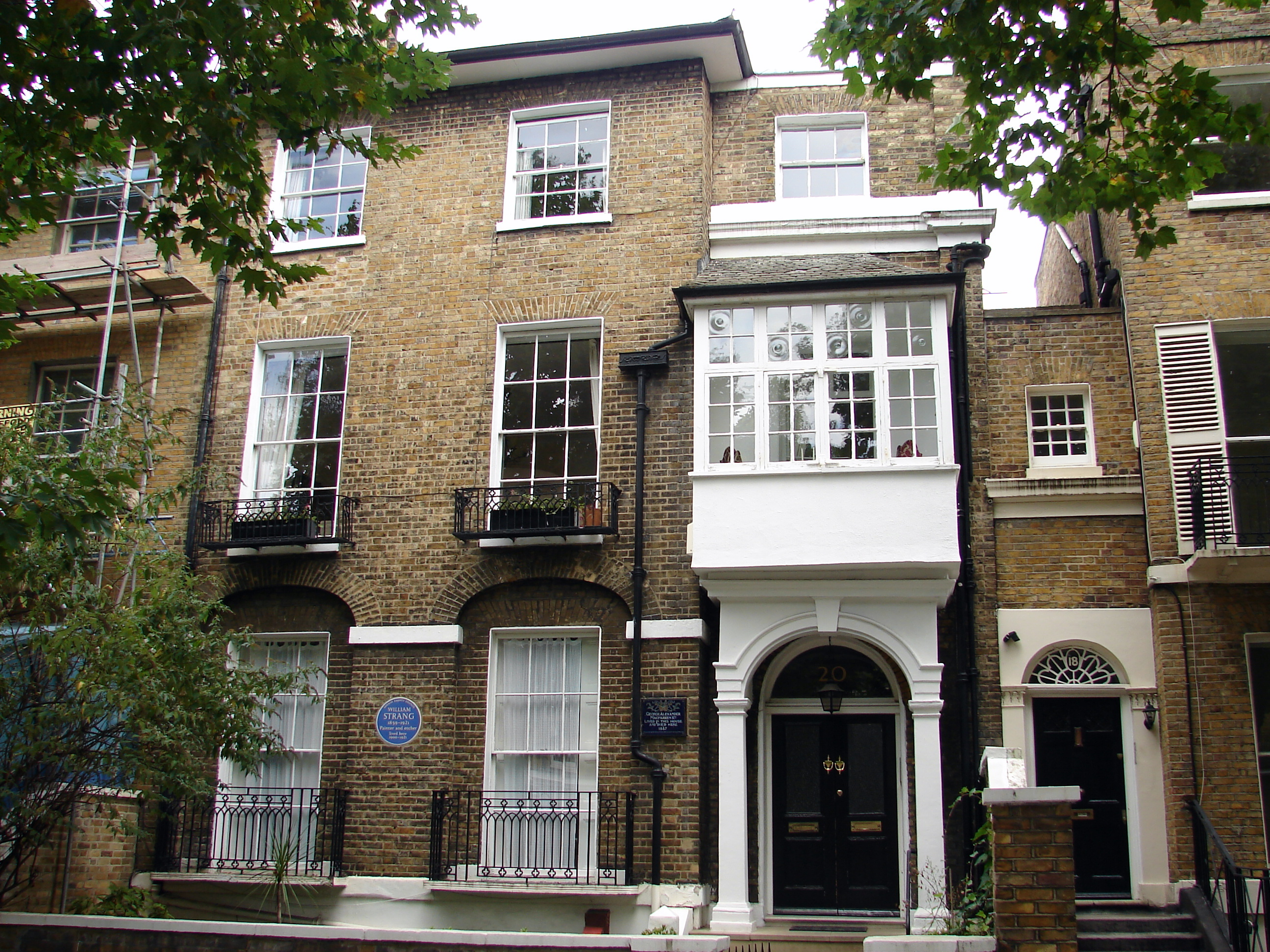
La casa londinese di Macfarren, in Hamilton Terrace

Macfarren nacque da George Macfarren, un maestro di danza, autore, giornalista, direttore del Musical World, e da Elizabeth Jackson. 
All'età di sette anni, Macfarren fu mandato alla scuola del dottor Nicholas a Ealing, dove suo padre era maestro di ballo; la scuola contava tra i suoi alunni John Henry, il cardinale Newman e Thomas Henry Huxley.

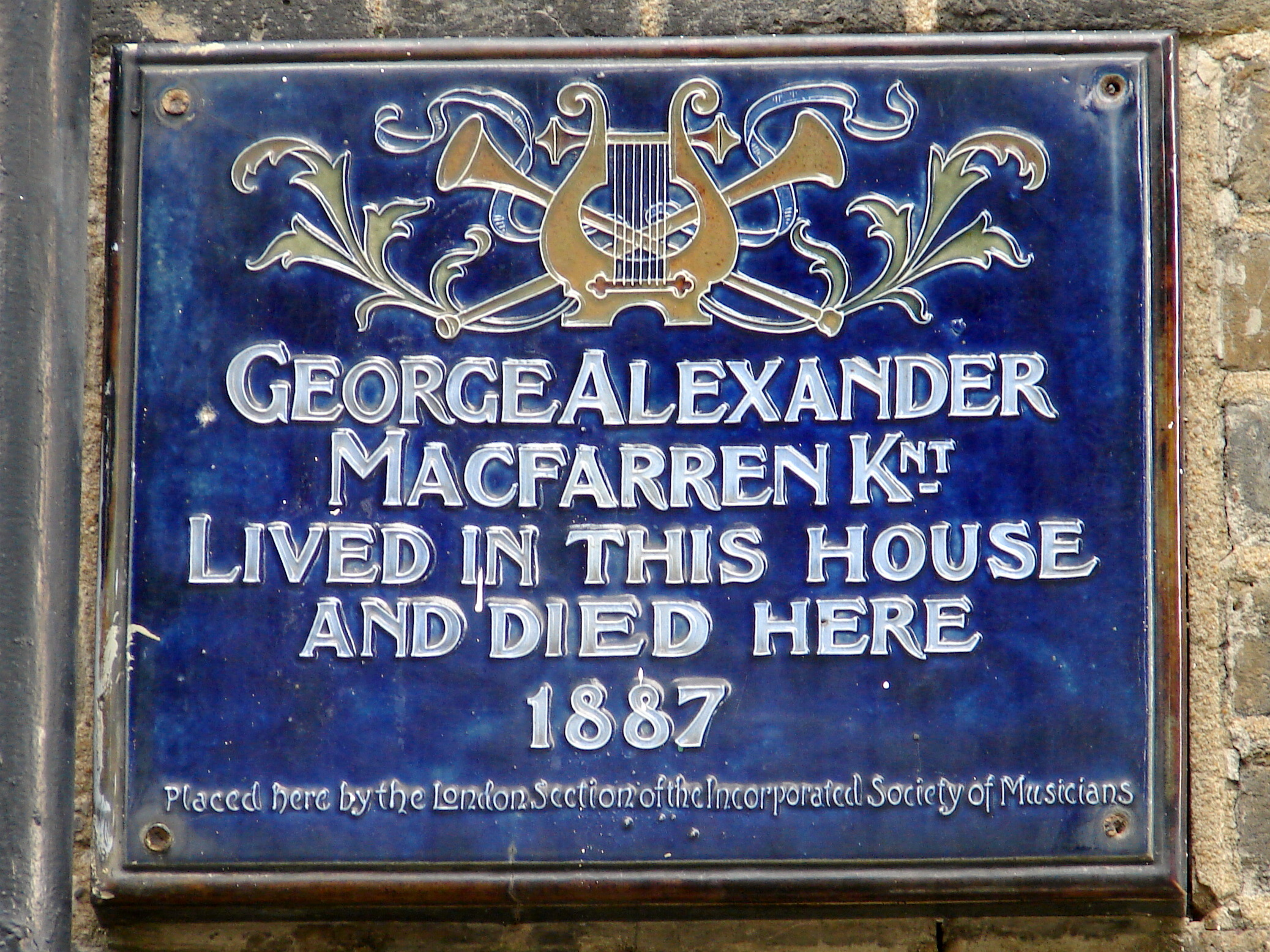
Targa commemorativa di George Alexander Macfarren

Sin dall'infanzia ebbe problemi con la vista che progressivamente peggiorarono fino a farlo diventare cieco nel 1860. Tuttavia, la sua cecità ha avuto scarso effetto sulla sua produttività. Ha superato le difficoltà impiegando la compositrice Oliveria Prescott come amanuense.
Ha studiato musica presso la Royal Academy of Music, composizione con Cipriani Potter, pianoforte con William Henry Holmes e trombone con John Smithies.
Dalla Royal Academy ricevette l'incarico, nel 1834, di insegnare musica.
Il 27 settembre 1844, Macfarren sposò Clarina Thalia Andrae (1827-1916), una cantante lirica e pianista nata a Lubecca. Formatasi alla Royal Academy of Music, è stata successivamente cantante e insegnante di canto, oltre a essere una scrittrice e una prolifica traduttrice di poesia tedesca.
Nel 1875 fu nominato docente di musica presso l'Università di Cambridge e dall'anno successivo divenne direttore della R.A.M.
Macfarren fondò la Handel Society con lo scopo di produrre un'edizione raccolta delle opere di Georg Friedrich Händel (tra il 1843 e il 1858).
La sua ouverture Chevy Chace fu eseguita il 26 ottobre 1843 dall'Orchestra del Gewandhaus di Lipsia diretta da Felix Mendelssohn, e ricevette elogi da parte di Mendelssohn e di Richard Wagner.
I suoi oratori gli portarono un successo popolare e di critica. Il più duraturo successo di questi, San Giovanni Battista, fu rappresentato per la prima volta nel 1873 al Festival di Bristol. La Resurrezione fu rappresentata per la prima volta nel 1876, e Re David nel 1883.
Tra le sue composizioni, annoveriamo: varie opere, tra le quali Don Quixote (1846), Robin Hood (1860) She Stoops to Conquer (1864) e Helvellyn (1864); musica sacra; cori; romanze; sinfonie.
Riprese anche musica antica e realizzò vari saggi di didattica musicale come ad esempio: Rudiments of Harmony, Lectures on Harmony.